# Заячья Тундра
Заячья Тундра — плато на западе Кольского полуострова. Расположено западнее Нявка Тундры, от которой отделено долиной реки Нявка. Высота Заячьей Тундры достигает около 570 м, и она поднимается выше зоны лесов, из-за чего на ней развита горная тундра (отсюда слово «тундра» в названии). Заячья Тундра расположена на территории Лапландского заповедника.
На севере Заячьей Тундры расположено озеро Нявкозеро, из которого начинается река Нявка. Плато между собственно Заячьей Тундрой и Нявкозером называется Малой Песцовой Тундрой. Западный склон расположен в бассейне реки Лива. На юге Заячья Тундра переходит в Ливатундру. Вся Заячья Тундра находится в бассейне озера Имандра (залив Экостровская Имандра).